# 謝爾曼鎮區 (堪薩斯州克勞福德縣)
謝爾曼鎮區（英語：Sherman Township）為位在美國堪薩斯州克勞福德縣的鎮區。2010年美国人口普查中該鎮區人口有536人。

## 地理
謝爾曼鎮區涵蓋面積188.08平方（72.62平方英里），境內無城市設立。

### 墓園
根據美國地質調查局的資料，此鎮區擁有2座墓園：
- 法靈頓墓園（Farlington Cemetery）
- 愛荷華墓園（Iowa Cemetery）

## 人口統計
根據2010年美國人口普查，謝爾曼鎮區人口有536人，人口密度為2.85人/每平方公里。此鎮區居民之種族有95.9%為白人；0%為非裔美洲人；1.49%為美洲原住民；0.75%為亞洲人；0%為太平洋島民；0%為其他種族；另外有1.87%為混血種族。而西班牙裔或拉丁裔美洲人佔此鎮區人口的0.37%。

## 外部連結
- US-Counties.com
- City-Data.com（页面存档备份，存于）